# Лефтер войвода
Лазар Киров Узунов, известен като Лефтер войвода, е български хайдутин, борил се с четата си в Гръцката война за независимост, почитан като национален герой в Гърция.
Лефтер войвода е роден в село Габарево, Казанлъшко, през 1795 г. Като млад и буен младеж, с особено чувство за справедливост става неудобен за официалните власти. През 1821 г. забягва през Цариград в Света гора Атонска. Там сформира дружина от около двеста души и се включва в редовете на Филики Етерия начело на четата. Четата му е присъединена към главното командване на въстанието и е изпратена с кораб на остров Крит, за да го освободи. Лефтер бил толкова буен, че дори поил коня си с вино, за да е буен и той като него. В сраженията с турския аскер близо до гръцкия град Ханя (Канея) Лефтер войвода бива тежко ранен. Гърците няколко дни наред се мъчат да го спасят от смъртта. Само 28-годишен през 1823 г. Лефтер войвода умира от раните си на този остров.
Лазар Узунов е почитан наравно с лорд Джордж Байрон. На съградения на лобното му място в негова чест паметник е изписан текстът: „Лазар Киров (Лефтер войвода), с. Габарево, България“.
Лазар Киров Узунов (1860 – 17 декември 1938), внук на Лефтер войвода е български опълченец в Шеста дружина по време на Руско-турската война. Награден с Георгиевски кръст „За храброст“ за участието си в боевете на Шипка (от 11 до 24 август 1877 г.) След войната Лазар Киров отказва предложение на Руското командване за следване в Генерал-щабната академия в Санкт Петербург и започва мирен живот.